# وایولت اورگاردن
وایولت اورگاردن (به انگلیسی: Violet Evergarden) (ژاپنی: ヴァイオレット・エヴァーガーデン) مجموعه لایت ناول ژاپنی به نویسندگی کانا آکاتسوکی و تصویرسازی آکیکو تاکاسه است. کیوتو انیمیشن این رمان را در تاریخ ۲۵ دسامبر ۲۰۱۵ منتشر کرد.
مجموعه تلویزیونی انیمه اقتباس شده از این اثر ساخته توسط کیوتو انیمیشن در ۱۳ قسمت بین ژانویه و آوریل ۲۰۱۸ پخش شد. این مجموعه در جوایز انیمه کرانچی‌رول ۲۰۱۹ عنوان جایزه بهترین انیمیشن را دریافت کرد. یک اووی‌ای در ژوئیه ۲۰۱۸ منتشر شد و یک فیلم سینمایی اسپین آف در ژاپن در سپتامبر ۲۰۱۹ به نمایش درآمد. در ۱۸ سپتامبر سال ۲۰۲۰، با اکران یک انیمه سینمایی به نام Violet Evergarden: The Movie داستان مجموعه ادامه یافت.

## داستان
داستان دربارهٔ دختری به نام وایولت اورگاردن است که به عنوان کودک سرباز تحت سرپرستی سرگرد گیلبرت در جنگ شرکت دارد. پس از زخمی شدن وایولت و گیلبرت در محاصر دشمن، تنها کلماتی که وایولت از گیلبرت به یاد دارد جمله «دوستت دارم» بود. وایولت نجات می‌یابد و پس از بازگشت، توسط دوستِ گیلبرت به عنوان سایه‌نویس استخدام می‌شود. در ادامه وایولت متوجه می‌شود که هیچ احساسی را نمی‌فهمد و همراه با نوشتن افکار مردم، به دنبال پیدا کردن هدف زندگی خود می‌رود.